# Skogsvårdskonsulent
Skogsvårdskonsulent är en yrkestitel för tjänstemän anställda av Skogsstyrelsen (tid. Skogsvårdsstyrelsen). Skogsvårdskonsulenternas främsta arbetsuppgifter är rådgivning inom skogsvård till privata skogsägare. Detta sker både som enskild rådgivning och genom kurser och skogsdagar. En annan viktig del av arbetsuppgifterna är lagtillsyn enligt Skogsvårdslagen, Ädellövskogslagen och delar av Miljöbalken. Många skogsvårdskonsulenter arbetar även med inventering av nyckelbiotoper och andra naturvärden liksom uppdragsverksamhet som till exempel upprättande av skogsbruksplaner. Skogsvårdskonsulenter är oftast utbildade skogsmästare eller jägmästare. En äldre yrkesbenämning var länsskogvaktare.